# Congruus congruus
Congruus congruus — вид родини Кенгурових. Етимологія: лат. congruus — «гармонійний», вказуючи на той факт, що  характеристики цього кенгуру подібні до характеристик інших кенгурових. Місце знаходження викопних решток: південь Наракооорте (англ. Portland Local Fauna), південно-східна Південна Австралія. Рід був описаний на основі декількох фрагментів нижньо та верхньощелепних кісток та багатьох ізольованих зубів. Найбільше рід Congruus споріднений з родами Protemnodon і Prionotemnus. Congruus відрізняється від інших родів кенгурових відсутністю ікл, довгою діастемою, морфологічними характеристиками молярів та піднебіння.